# Pseudotramea prateri
Pseudotramea prateri – gatunek ważki z rodziny ważkowatych (Libellulidae); jedyny przedstawiciel rodzaju Pseudotramea. Znany z nielicznych stwierdzeń z północno-wschodnich Indii (dystrykt Dardżyling), Nepalu i Tajlandii; być może występuje też w Bhutanie i Mjanmie.